# Juan Reynoso
Juan Máximo Reynoso Guzmán (Lima, 28 de dezembro de 1969) é um ex-jogador e técnico peruano. Atualmente, está sem clube. Com a seleção peruana jogou 84 jogos e marcou 5 gols, sendo capitão da equipe até sua aposentadoria em 2000.
Como jogador, destacou-se sua passagem pelo Cruz Azul, onde fez parte dos títulos conquistados em 1997, obtendo um total de 1 Liga, 1 Copa, 2 Copas dos Campeões e chegando à final da Copa Libertadores em 2001.
Ele foi nomeado o "Melhor Defensor Central do México" nos torneios de inverno de 1997 e inverno de 1998 e o melhor treinador do campeonato na temporada 2020-21.

## Carreira
Reynoso integrou a Seleção Peruana de Futebol na Copa América de 1999.

## Títulos

### Jogador
Universitario
- Campeonato Peruano: 1993.

Cruz Azul
- Campeonato Mexicano: 1997 (Inverno)
- Liga dos Campeões da CONCACAF: 1996 e 1997
- Copa do México: 1997

### Treinador
Bolognesi
- Campeonato Peruano: 2007 (Clausura)

Universitario
- Campeonato Peruano: 2009

Melgar
- Campeonato Peruano: 2015 (Clausura)
- Campeonato Peruano: 2015

Cruz Azul
- Campeonato Mexicano: 2021[1][2]